# Эйнхаллоу
Эйнхаллоу (скотс Eynhallow; др.-сканд. Eyinhelga) — небольшой остров у северного побережья Шотландии, входит в группу Оркнейских островов. В настоящее время необитаемый.

## География

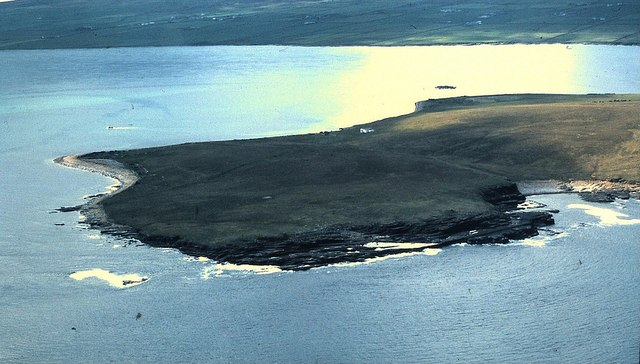
Аэрофотоснимок Эйнхаллоу в 1980 году.

Эйнхаллоу находится в проливе Эйнхаллоу между островами Мейнленд и Раузи. В проливе между Мейнлендом и Раузи, наблюдаются сильные приливные волны. Площадь Эйнхаллоу составляет 75 гектаров. Примерно в 100 метрах к северо-востоку от острова расположена безымянная шхера, которая разделена Финт-Саунд.
На остров нет парома, однако Общество наследия Оркнейских островов каждый июль организует поездку на Эйнхаллоу. В остальное время посетители могут самостоятельно добираться до острова на частных местных лодках.

## История

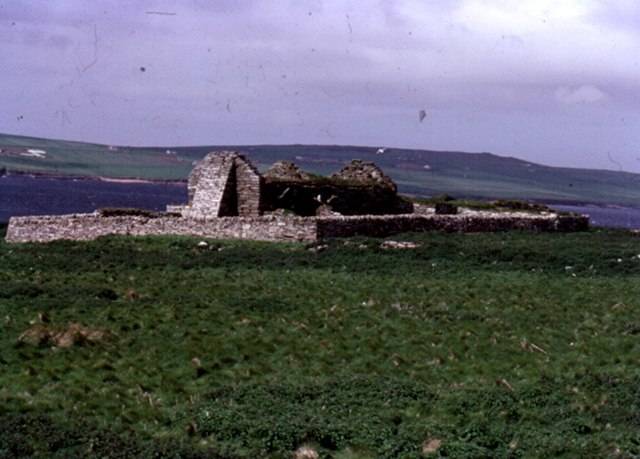
Разрушенная часовня на Эйнхаллоу

По легенде об открытии острова он являлся летней резиденцией волшебных морских оборотней Оркнейских островов которые были изгнаны фермером Гвидман о’Тородейл из Иви.
Главная достопримечательность острова — церковь Эйнхаллоу, построенная в XII веке или ранее и, возможно, изначально являвшаяся частью монастыря. Достопримечательность поддерживается агентством «Историческая Шотландия».
В 1841 году на острове проживало 26 человек. С 1851 года, после того как землевладелец перестал использовать остров для сельского хозяйства он стал необитаем. Теперь это птичий заповедник.

## Марки
Эйнхаллоу известен выпуском авиапочтовых марок номиналом в 40 пенсов. При этом на острове нет аэродрома и почтового отделения, поскольку последний человек покинул это место в 1851 году. Несмотря на то что с тех пор этот остров безлюден и его единственными обитателями являются овцы и тюлени, в 1973 году вышло распоряжение об издании марок для Эйнхаллоу, и за пять лет были эмитированы почтовые миниатюры на самые различные темы.